# Moët & Chandon
Moët & Chandon IPA: [mɔɛt‿e ʃɑ̃dɔ̃] è una delle più grandi case produttrici di champagne del mondo.

## Storia

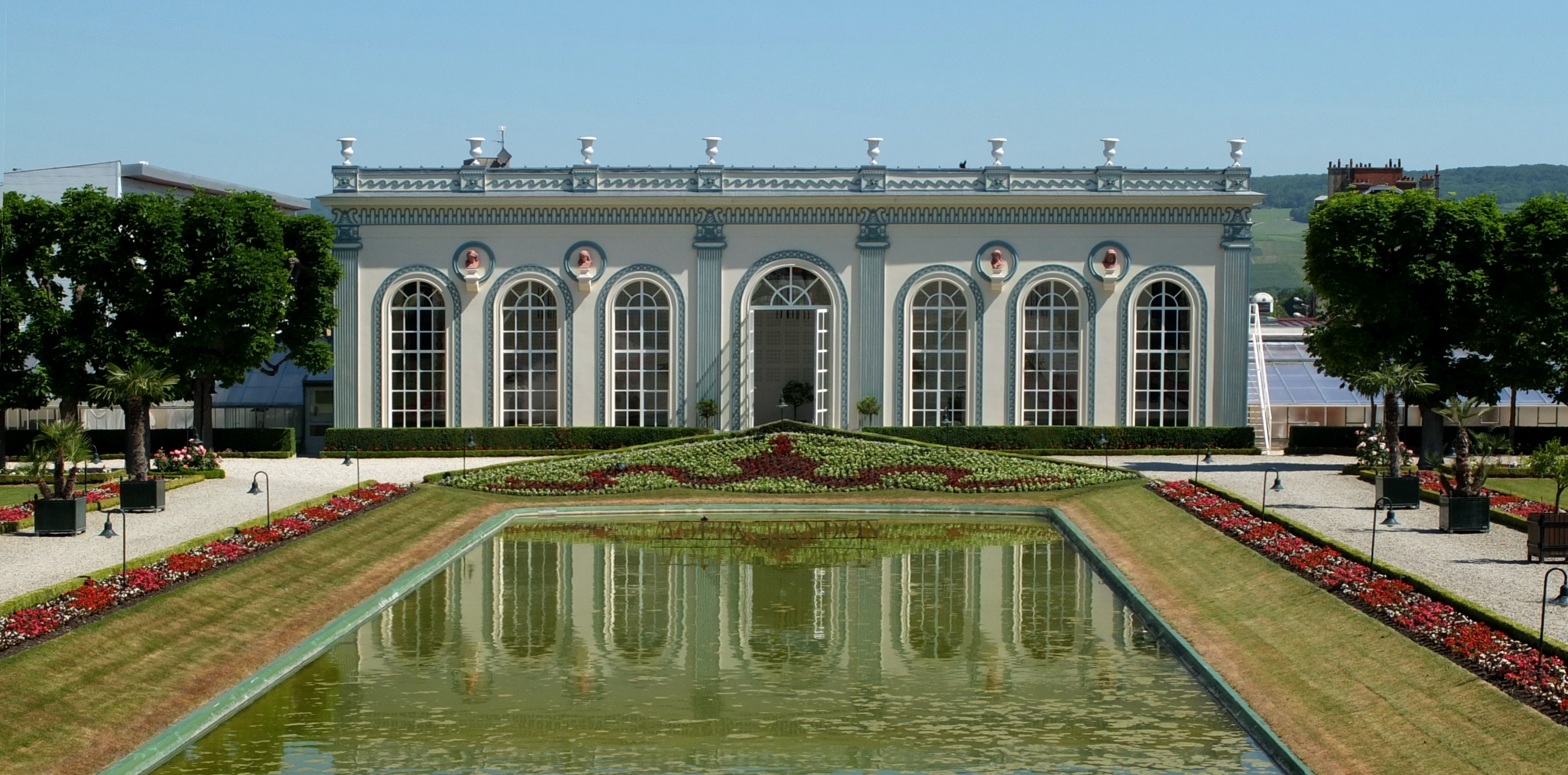
Orangerie a Épernay

Dopo l'introduzione dell'idea di uno champagne invecchiato nel 1840, Moët distribuì il suo primo "vintage" nel 1842. Il loro marchio di maggior successo, Brut Impérial, fu prodotto negli anni 60 dell'Ottocento. La loro marca più famosa, Dom Pérignon, fu chiamata così perché il monaco benedettino Pierre Pérignon è ricordato in una leggenda come "il padre dello champagne". Moët & Chandon si unì alla Hennessy nel 1971 e a Louis Vuitton nel 1987, divenendo così parte del gruppo LVMH (Louis-Vuitton-Moët-Hennessy), il più grande gruppo di beni di lusso del mondo, con un ricavo di 16 miliardi di euro solo nel 2004. Moët & Chandon era il fornitore ufficiale della Regina Elisabetta II.
Nel 2006, il Moët & Chandon Brut Impérial presentò una imbottigliatura estremamente limitata chiamata "Be Fabulous", una riedizione della bottiglia originale con i cristalli di Swarovski, a rimarcare l'eleganza del marchio.
Nel 2015 Le cantine Moët & Chandon insieme ad altre cantine e siti della LVMH e della Champagne sono stati riconosciuti come patrimonio mondiale dall'UNESCO
Ad Épernay la Maison Moët & Chandon conta le più grandi cantine di Champagne. Ad una profondità compresa tra i 10 e i 30 metri si sviluppano 28 km di gallerie costruite in un terreno calcareo che grazie alla temperatura di 10-12 °C sono il luogo ideale per la conservazione delle bottiglie.

## Dom Pérignon
Dom Pérignon IPA: [dɔ̃peʁiɲɔ̃] è un marchio di champagne prodotto da Moët & Chandon. Prende il nome da Dom Pierre Pérignon, un monaco benedettino che fu un importante pioniere della qualità del vino Champagne ma che, contrariamente ai miti popolari, non scoprì il metodo champagne per fare i vini spumanti. Dom Pérignon è stata la prima cuvée di prestigio, un'idea proposta dall'inglese Laurence Venn. La prima annata di Dom Pérignon è stata il 1921 ed è stata messa in vendita solo nel 1936. È uno champagne d'annata, il che significa che viene prodotto solo nelle annate migliori e tutte le uve utilizzate per produrre il vino vengono raccolte nello stesso anno. Molti champagne, al contrario, non sono millesimati, il che significa che lo champagne è ottenuto da uve raccolte in vari anni.

### Produzione attuale

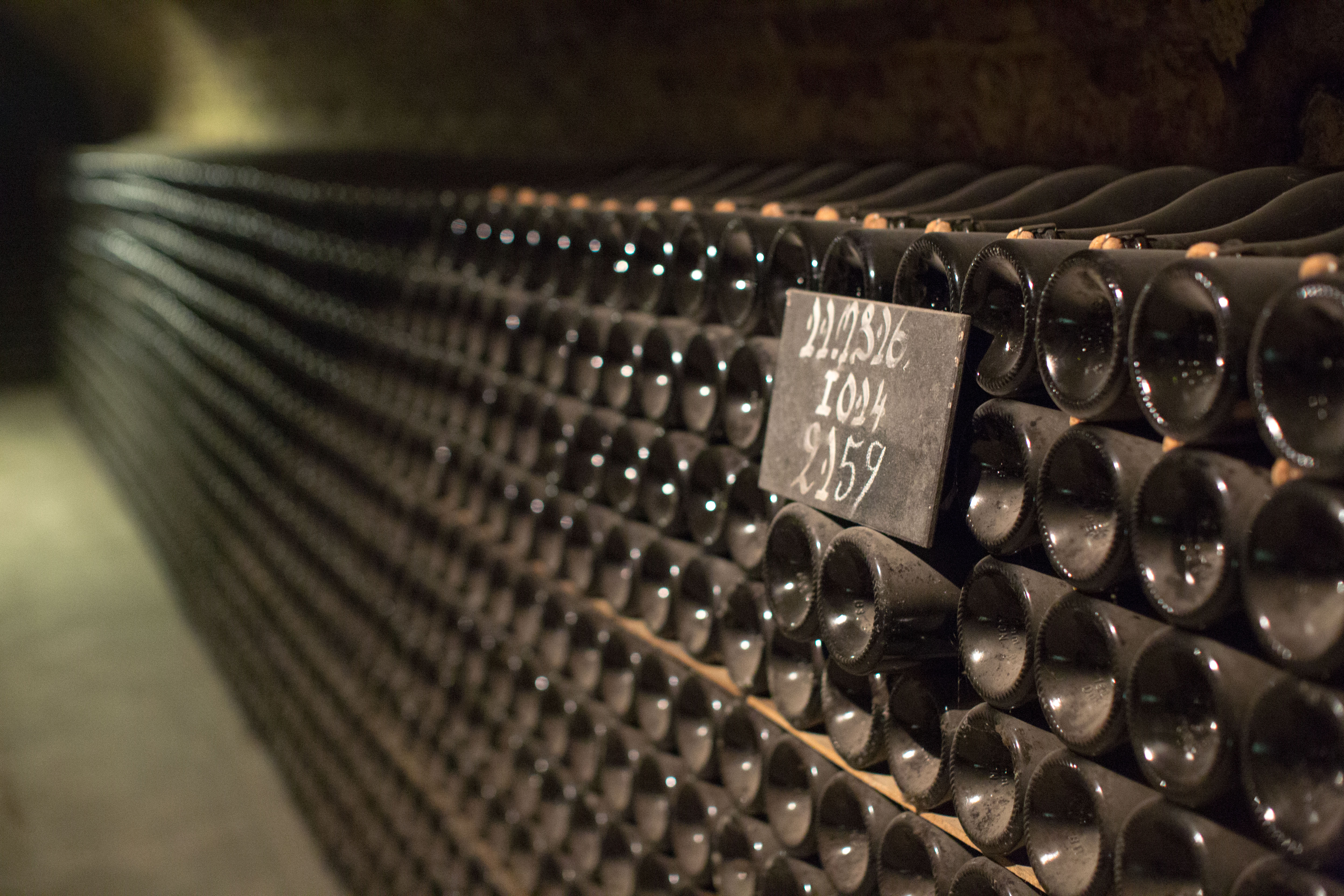
Bottiglie nella cantina.

Il vino è fatto da 60% Chardonnay e 40% Pinot noir, con dosaggio di 6 g/L. A partire dal 2020, l'attuale versione di Dom Pérignon è dell'annata 2010 e l'attuale versione di Dom Pérignon Rosé è dell'annata 2006. A partire dal 2017 l'enologo senior era Richard Geoffroy, chef de cave per Dom Pérignon dal 1990.

## Domaine Chandon
Nel 1973 la compagnia Moët-Hennessy ha fondato il Domaine Chandon, un vigneto nella regione Los Carnaros della Napa Valley, California.  È stato il primo vigneto impiantato da un'azienda di vino frizzante francese negli Stati Uniti.
Un altro Domaine Chandon fu istituito nel 1986 in Australia, a Green Point.

## Sponsor
Moët è stato il fornitore ufficiale di champagne di Formula 1 tra il 1966 e il 1999 e di nuovo dal 2016 fino al 2017. Il 30 novembre 2012, il tennista svizzero Roger Federer è diventato l'ambasciatore del marchio Moët et Chandon. Il 30 settembre 2015, Chandon ha annunciato che sarebbe stato uno sponsor del team McLaren F1 a partire dal 2016.

## Nella cultura di massa
Nella canzone Killer Queen (1974) del gruppo inglese Queen, il primo verso è un riferimento allo champagne ("she keeps Moët & Chandon in her pretty cabinet").